# Creedmoor (Teksas)
Creedmoor – miasto w Stanach Zjednoczonych, w stanie Teksas, w hrabstwie Travis.